# Mondfleck-Bürstenspinner
Der Mondfleck-Bürstenspinner oder Mondfleck-Bürstenbinder (Gynaephora selenitica) ist ein Schmetterling aus der Familie der Eulenfalter (Noctuidae).

## Merkmale

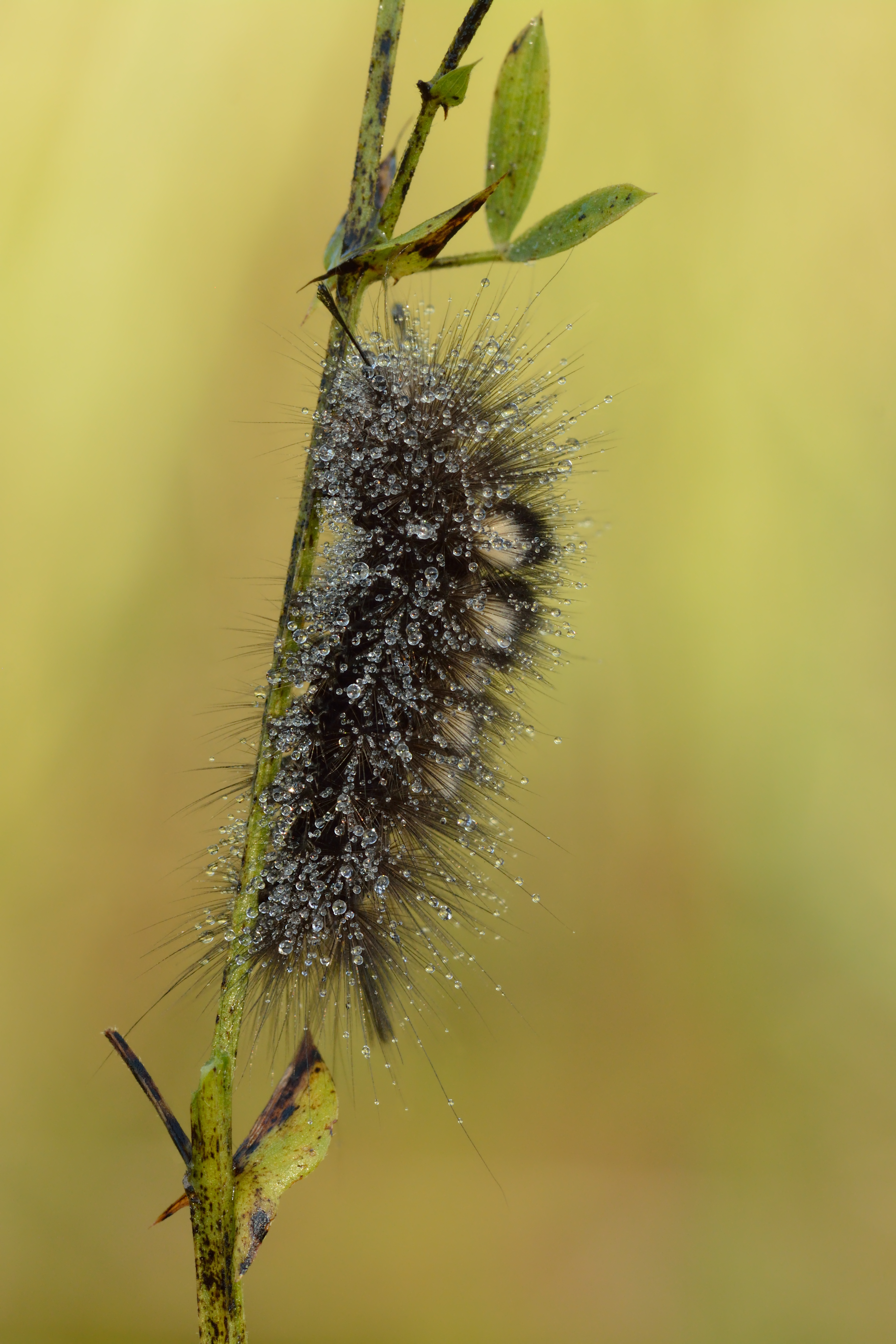
Raupe

Die Männchen haben eine ockergelbe bis hellbraune Färbung und sind ebenso wie die dunkleren Vorderflügel der Weibchen stark weiß bis dunkelbraun punktiert. Am unteren Flügelrand befindet sich meist eine dünne hellgraue Binde. Am Vorderflügel findet sich ebenso ein hellgrauer teilweise halbmondförmiger Fleck. Der deutschsprachige, aber auch wissenschaftliche Name leitet sich von diesem Fleck ab. Die dunkelbraunen, fast schwarzen Hinterflügel sind meist zeichnungslos. Die Männchen sind mit 20–25 mm Flügelspannweite teilweise um 10 mm kleiner als die Weibchen mit 30–35 mm. Die Fühler der Männchen sind sehr gefiedert, während die der Weibchen nur leicht kammzähnig sind. Am Hinterleib des Weibchens befindet sich eine Haarbürste, welche es über die grün und rundlichen Eier streicht.
Die Raupen werden bis zu 35 mm lang und sind schwarz, mit hell- bis dunkelgrauen langen Haaren. Die fünf Rückenbürsten sind in jüngeren Stadien weiß mit schwarzer Basis, später färben sie sich gelblich-braun und grau.
Die gelblich behaarte Puppe ist rotbraun mit dunklen Flügelscheiden. Der Kokon ist grau bis graubraun und liegt meist in sandigen Böden.

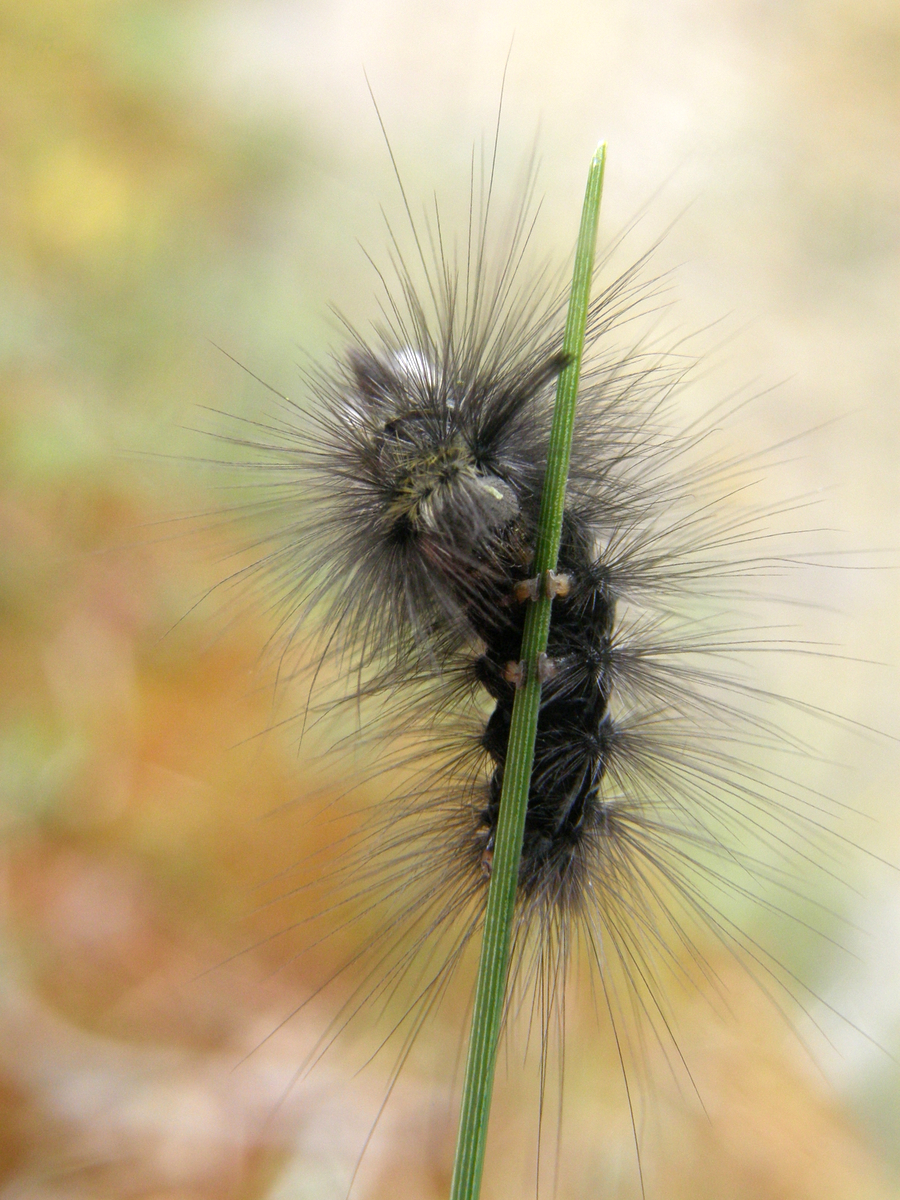
Junge Raupe
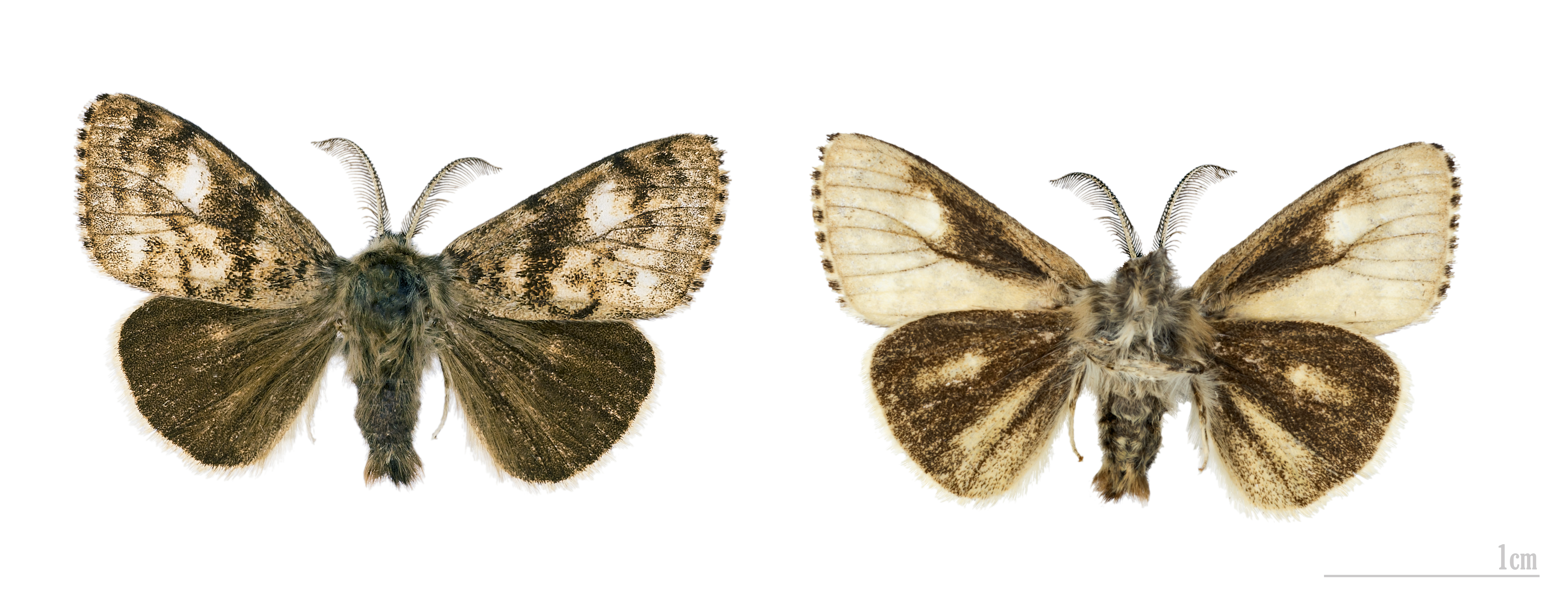
♂ Zwei Ansichten des gleichen Exemplars.
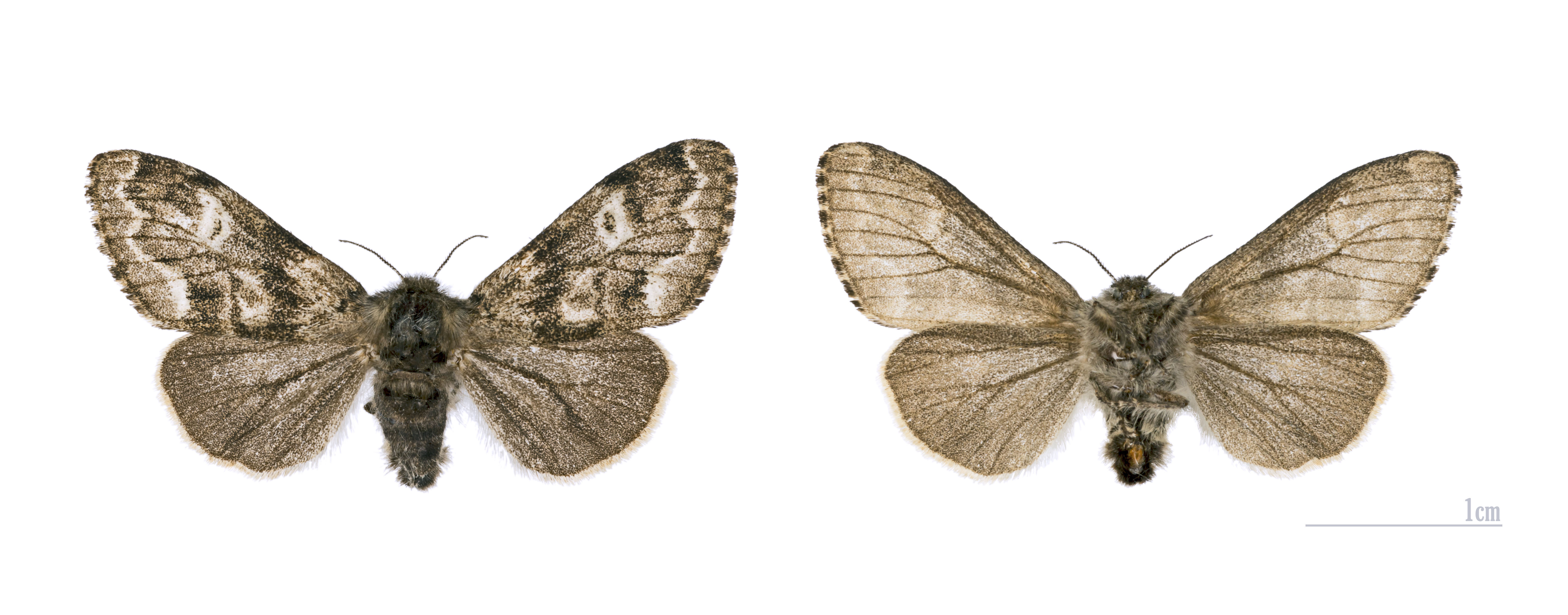
♀ Zwei Ansichten des gleichen Exemplars.

### Ähnliche Arten
Die Raupen des Ginster-Streckfußes (Calliteara fascelina) sind leicht mit den Raupen des Mondfleck-Bürstenspinners zu verwechseln. Exemplare, welche man im Herbst findet, sind meist die des Mondfleck-Bürstenspinner, da die Raupen des Ginster-Streckfußes (Calliteara fascelina) schon klein überwintern, während die des Mondfleck-Bürstenspinners halbwüchsig oder sogar schon erwachsen überwintern. Eine weitere Möglichkeit, die Arten zu unterscheiden, ist das Verbreitungsgebiet, denn der Ginster-Streckfuß ist im Gegensatz zum Mondfleck-Bürstenspinner, bis nach Südeuropa verbreitet.

## Lebensweise
Die Falter fliegen in einer Generation von Anfang Mai bis Ende Juni. Während die Männchen tagaktiv sind, fliegen die Weibchen nachts. Die Raupen überwintern in einer Erdhöhle und sind vom Spätsommer mit einer Winterpause bis in das Frühjahr des nächsten Jahres anzutreffen.

### Nahrung der Raupe
Die Raupen ernähren sich hauptsächlich von Hülsenfrüchtlern (Fabaceae) wie …
- Schneckenklee (Medicago)[3]
- Kronwicken (Coronilla)[5]
- Hufeisenklee (Hippocrepis)[5]
- Esparsetten (Onobrychis)[5]

…, aber auch an anderen Pflanzen wie:
- Schlehdorn (Prunus spinosa)[5]
- Weiden (Salix)[5]
- Heidelbeeren (Vaccinium)[5]
- Besenheide (Calluna vulgaris)[5]
- Himbeere (Rubus idaeus)[1]
- Zimbelkraut (Cymbalaria muralis)[3]

## Vorkommen und Verbreitung
Die stark gefährdete Art ist in Mitteleuropa, Osteuropa bis zum Ural verbreitet. In Süd- West- und Nordeuropa kommt die Art nur stellenweise bzw. überhaupt nicht vor. Die Art bevorzugt als Habitat Magerrasen und Trockenwiesen, seltener auch Moore und warme Gebüschlandschaften.

### Gefährdung
Die Art ist stark gefährdet, was an der Zerstörung der Lebensräume durch Aufforstung, Verbauung und Trockenlegung liegt. Da die Art große Flächen zum Überleben benötigt, müssten große Gebiete geschützt werden, damit die Art konstant wieder häufiger wird.
Dazu kommt, dass die Raupen, welche im Herbst noch recht häufig sind, den Winter wegen Parasiten oder Krankheiten oft nicht überleben.